# ورم الحدبة الرمادية العابي
يصنف الورم العابي من الأورام السليمة، يصيب الحدبة الرمادية ويؤدي إلى تتكاثر الخلايا العصبية والدبقية بشكل عشوائي وتراكمها في الحدبة الرمادية للوطاء على أرضية البطين الثالث. يصنف هذا الورم من التشوهات الخلقية، ويدرج ضمن شذوذات توضع المادة الرمادية. يبدأ تشكل الورمي أثناء مرحلة التطور الجنيني، عادة بين اليومين 33 و41 من الحمل. يختلف حجم الورم ويتراوح قطره من سنتيمتر واحد إلى ثلاث سنتيمترات. يصيب هذه الورم شخص واحد من كل مليون فرد بحسب التقديرات.

## العلامات والأعراض
العرض الكلاسيكي لهذا الورم هو الصرع الضحكي، يتميز هذا الاضطراب بنوبات من الضحك اللاإرادي مع فترات من التهيج والمزاج المكتئب. قد تظهر نوبات مختلفة وقد يترافق المرض مع البلوغ المبكر والاضطرابات السلوكية. يترافق الصرع الضحكي مع الآفات اللاطئة بينما يترافق البلوغ المبكر مع الآفات المعنقة بشكل أكثر شيوعًا. أثبتت الدراسات الحديثة حدوث الصرع الضحكي لدى غالبية المرضى بغض النظر عن شكل الآفة.
توجد الأورام العابية تحت المهاد لدى 33% من مرضى البلوغ المبكر الحقيقي. لم يعرف سبب هذه الترافق حتى الآن، يُعتقد أنه ناتج عن الإفراز غير الطبيعي للهرمون المطلق لموجهة الغدد التناسلية GnRH. أُبلغت حالات عن ترافق الورم العابي مع زيادة إفراز الهرمون المطلق لموجهة القشرة، وما يترتب عليه من زيادة إنتاج الهرمون الموجه لقشر الكظر ACTH.
تبدأ النوبات عادةً لدى المرضى بأعمار صغيرة، يمكن أن تظهر النوبات لدى البالغين بحسب الدراسات الحديثة. نوقشت العديد من الأسباب المحتملة للصرع، تشير قراءات مخطط الدماغ الكهربائي أن الورم العابي نفسه هو مصدر النشاط الكهربائي. قد تؤدي النوبات المزمنة إلى تسارع التدهور المعرفي. يظهر هذا التدهور بأشكال مختلفة مثل ضعف الأداء المدرسي، أو انخفاض معدل الذكاء والاستجابة العصبية، أو خلل الاندماج مع المجتمع. تشمل الأعراض الأخرى لهذا النوع من الأورام الاضطرابات البصرية، مثل رؤية الأجسام الثابتة متحركة، أو خلل إدراك الألوان للمجال البصري بأكمله.

### الحالات المرافقة
قد يترافق ورم الحدبة الرمادية العابي مع متلازمة باليستر هول، تتميز هذه المتلازمة بوجود تشوهات متعددة، بما في ذلك تعدد الأصابع ورتق الشرج. تكون الأعراض العصبية أقل حدة في متلازمة باليستر هول بالمقارنة مع بقية حالات الورم العابي المعزولة.

## التشخيص

### الموجودات التشريحية والتصويرية
يصعب اكتشاف الورم بالأشعة المقطعية بسبب انخفاض حساسية الفحص على مستوى السرج التركي. يعتبر التصوير بالرنين المغناطيسي الوسيلة التشخيصية الأولى لكشف الورم، تظهر الآفة بكثافة مماثلة للمادة الرمادية ولا تعزز مواد الحقن. يعد عدم التباين من الخصائص التصويرية المهمة، يساعد في التمييز بين الورم العابي وبقية الأورام المماثلة التي تصيب الحدبة الرمادية. تشمل هذه أورام الخلايا الإنتاشية، والأورام الحبيبية لكثرة المنسجات لخلايا لانجرهانز، والأورام النجمية تحت المهاد، تبدي هذه الآفات عادةً امتصاصًا جزئيًا لمواد الحقن.

## المعالجة
يعتبر العلاج القمعي الهرموني أحد الخيارات العلاجية، تستخدم ناهضات مستقبلات الهرمون الملوتن مثل لوبررولين لعلاج النوبات، وتكون فعالة في تخفيف الأعراض لدى معظم المرضى. تقترح الجراحة كخيار علاجي في حال فشل العلاج الطبي الدوائي، أو نمو الآفة بشكل سريع، تستخدم تقنيات محددة أثناء العمل الجراحي بما في ذلك التخثير الحراري التجسيمي، والجراحة الإشعاعية بسكين جاما، والاستئصال الجسدي عن طريق الجراحة المجهرية عبر الوتدي. تساعد قراءة تخطيط الدماغ الكهربائي في تحديد أسلوب العلاج، تكون النتائج الجراحية أفضل عندما تصدر النوبة عن الكتلة الورمية أو من مكان قريب منها.  قد يختلط العمل الجراحي بقصور الغدة النخامية، يتحدد الإنذار بالعديد من العوامل مثل موقع الآفة بالنسبة للغدة النخامية والسويقة النخامية، ومقدار الاضطراب الهرموني حين تظاهر المرض.